# Serial telewizyjny

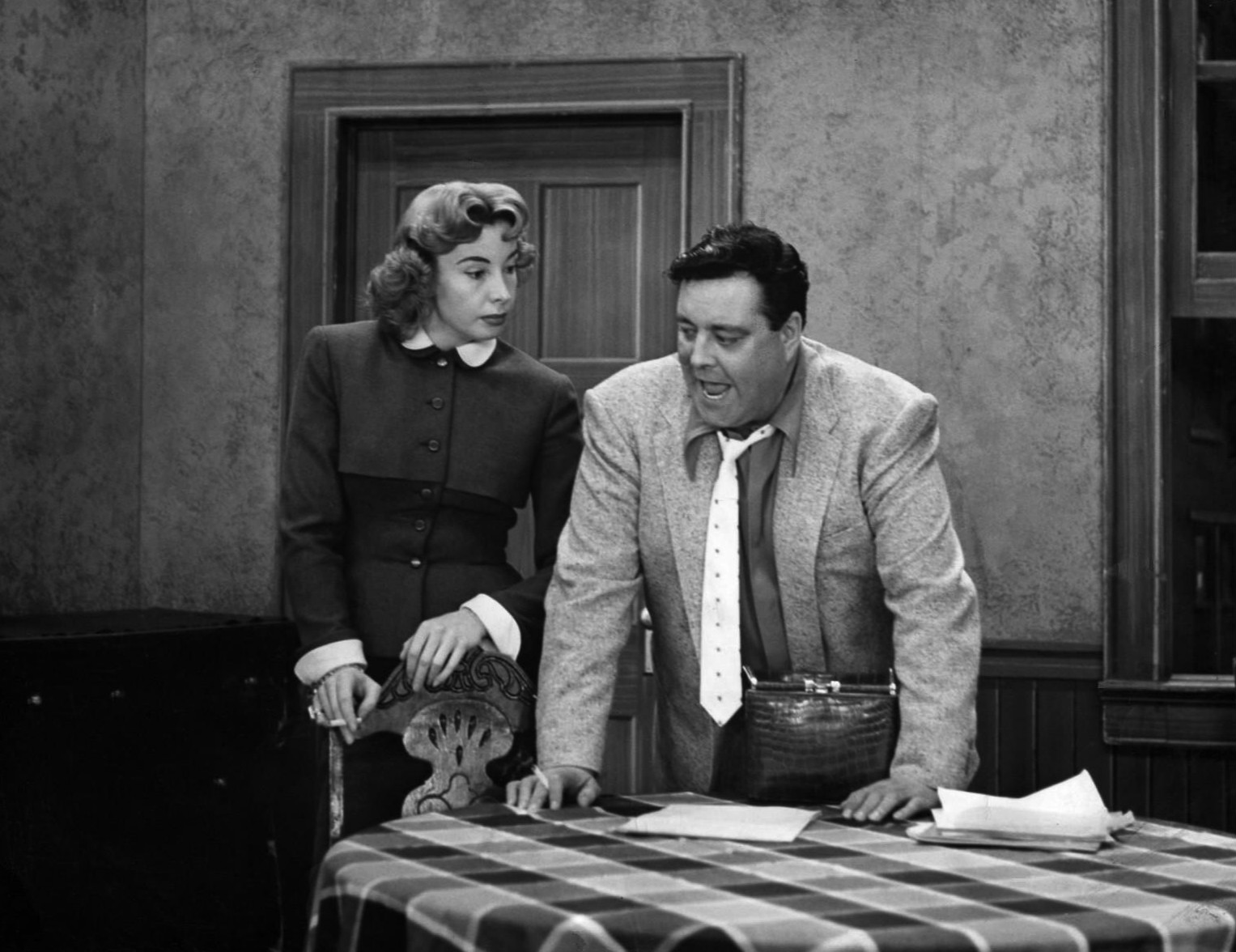
Scena z serialu telewizyjnego The Honeymooners

Serial telewizyjny – wieloodcinkowy program telewizyjny, zazwyczaj mający określoną strukturę narracyjną i utrzymany w określonej konwencji (np. dramatu, komedii, science-fiction, horroru) lub łączący różne konwencje.
W XXI w. następował stały wzrost popularności i oglądalności seriali, za którym podąż wzrost podaży – w samych Stanach Zjednoczonych z roku na rok rośnie liczba nowych produkcji, od 253 (2010 r.) po 419 (2015 r.), 455 (2016 r.) i 487 (2017 r.).
Bardzo częstym zjawiskiem jest promowanie przez seriale aktorów, którzy po początkowym sukcesie serialu zaczynają swoje indywidualne kariery aktorskie, z dala od seriali, zazwyczaj w filmach pełnometrażowych, rzadziej na deskach teatralnych. Takimi aktorami są m.in.: Richard Chamberlain, Roger Moore, Sylvester Stallone, czy Robin Williams.
W Polsce seriale produkują stacje telewizyjne TVP, Polsat, TVN, HBO, czy Canal+ Premium. Na rynku w ostatnich latach popularne stały się również seriale platform streamingowych takich jak Netflix, Player, czy HBO Max. Nieistniejąca Wizja Jeden także ma na swoim koncie po kilka swoich tytułów. Pierwszy polski serial telewizyjny to Barbara i Jan, zrealizowany w roku 1964, premiera w 1965.
Jak wynika z badań, seriale emitowane w polskich stacjach telewizyjnych oglądają głównie kobiety. „Spośród przeszło 30 produkcji, które brano pod uwagę przy tworzeniu ankiety, tylko trzy są chętniej oglądane przez panów”. W Polsce najchętniej oglądanymi serialami są: M jak miłość, Barwy szczęścia, Na dobre i na złe i Ojciec Mateusz.
Seriale chętnie oglądane są na wsi. Według badań z 2008 roku najwierniejszymi widzami seriali są mieszkańcy województw mazowieckiego i śląskiego. Najchętniej oglądanym polskim serialem od lat jest serial M jak miłość, który 1 marca 2005 roku osiągnął widownię 12,5 mln widzów. Sezon 2022/2023 śledziło 3,1 mln osób.

## Typy seriali
Można wyróżnić następujące typy seriali telewizyjnych:
- Seriale fabularne:
  - Serial właściwy – produkcja przedstawiająca dzieje wybranej grupy bohaterów w ramach rozwijającej się chronologicznie, z odcinka na odcinek akcji, np. Blisko, coraz bliżej Chmielewskiego, Chłopi Rybkowskiego, Dom Łomnickiego, Polskie drogi Morgensterna, Zmiennicy Barei, Przyłbice i kaptury Piestraka czy Miasteczko Twin Peaks Lyncha, lub telenowele: Dynastia, Niewolnica Isaura. Odpowiednikiem literackim jest powieść publikowana w odcinkach.
  - Seria – produkcja z tymi samymi bohaterami, ale z indywidualną fabułą każdego odcinka, np. Stawka większa niż życie, seriale kryminalne jak Kojak, Columbo, Napisała: Morderstwo czy polskie 07 zgłoś się, seriale komediowe Świat według Kiepskich, Kasia i Tomek lub telenowele: Rodzina zastępcza. Odpowiednikiem literackim jest zbiór opowiadań z jednym bohaterem.
  - Serial antologiczny – produkcja zawierająca ideę lub pomysł przewodni, lecz różnych bohaterów i różne fabuły, np. Dekalog Kieślowskiego, Alfred Hitchcock przedstawia. Odpowiednikiem literackim jest zbiór opowiadań w tym samym gatunku lub stylu.
- Seriale dokumentalne, np. polskie telenowele dokumentalne: S.O.S. Dzieciom!, Kochaj mnie, Pierwszy krzyk, Przedszkolandia, Prawdziwe psy.
- Seriale animowane, przede wszystkim dla dzieci, np. Miś Uszatek, Przygody Misia Colargola, Zaczarowany ołówek, Przygody kota Filemona z Se-ma-fora, Bolek i Lolek, Reksio, Krecik, seriale Disneya z Myszką Miki, Kaczorem Donaldem oraz wiele innych, a także dla dorosłych i młodzieży: Blok Ekipa, Włatcy Móch, Włatcy Móch: One, Egzorcysta, Kapitan Bomba, Pod gradobiciem pytań, Miś Push Upek, Czesiek Hydraulik, Piesek Leszek, Pindol - Historia pewnego kurczaka, Generał Italia, South Park, Simpsonowie, bądź spora część powstałych anime.

## Gatunki seriali
Seriale telewizyjne, podobnie jak film fabularny, można podzielić na wiele gatunków. Najpopularniejsze to:
- seriale kryminalne, np. Gliniarz i prokurator, Święty, Columbo, Kojak, Sherlock;
- seriale akcji/sensacyjne, np. Kobra – oddział specjalny, Arrow, Skazany na śmierć;
- seriale science fiction, np. cała seria Star Trek, SeaQuest, Babilon 5, Z Archiwum X;
- seriale fantasy, np. Siedem życzeń, Buffy: Postrach wampirów, The Lair, Więzy krwi, Wiedźmin, Gra o tron, Kroniki Shannary;
- seriale horrory, np. Żywe trupy, American Horror Story, Nie z tego świata;
- seriale wojenne, np. Czterej pancerni i pies, Kolumbowie, Blisko, coraz bliżej, Wichry wojny, Czas honoru, Wojenne dziewczyny;
- seriale szpiegowskie, np. Pogranicze w ogniu, Życie na gorąco, Stawka większa niż życie;
- seriale komediowe, np. Przyjaciele, Teoria wielkiego podrywu, Jak poznałem waszą matkę;
- seriale dramatyczne, np. Trzynaście powodów
- seriale obyczajowe, np. Jan Serce, Rodzina Kanderów, Daleko od szosy, Czterdziestolatek, Wojna domowa, Cudowne lata, Kobieta za ladą, Przystanek Alaska, Seks w wielkim mieście;
- telenowele, np. Niewolnica Isaura, W kamiennym kręgu, Zbuntowany anioł, Barwy grzechu;
- opery mydlane, np. Dallas, Dynastia, Moda na sukces,  Żar młodości, Dni naszego życia, Gute Zeiten, schlechte Zeiten, Un posto al sole, a także Klan, Na Wspólnej, M jak miłość, chociaż oficjalnie określa się je w Polsce jako seriale obyczajowe lub telenowele;
- westerny, np. Bonanza, Dr Quinn, Domek na prerii;
- seriale kostiumowe, np. kolejne seriale o Robin Hoodzie, Duma i uprzedzenie, Korzenie, Nad Niemnem, Lalka, Ja, Klaudiusz, Zniewolona;
- seriale medyczne, np. Doktor Kildare, Szpital na peryferiach, Ostry dyżur, Szpital Dobrej Nadziei, Chirurdzy, Dr House;
- seriale prawnicze, np. Ally McBeal, Prawnicy z Miasta Aniołów, Potyczki Amy, Kancelaria adwokacka, Magda M.;
- seriale młodzieżowe, np. Beverly Hills, 90210, Ich pięcioro, Felicity, Buffy: Postrach wampirów, Jezioro marzeń;
- Na przestrzeni ostatnich sześćdziesięciu lat najpopularniejszymi serialami były jednak komedie, w tym produkcje z gatunku sitcom, których przedstawicielami są takie komedie jak: Alf, Świat według Bundych, Zdrówko, ’Allo ’Allo!, Co ludzie powiedzą?. Główną zasadą sitcomów jest fakt, że większość sytuacji, gier słownych, gagów sytuacyjnych, odbywa się podczas przebywania bohaterów danego serialu w konkretnym miejscu, zazwyczaj siedzących np. na kanapie (jak ma to miejsce w Świecie według Bundych czy Przyjaciołach);